# Filmografia de Carmen Miranda

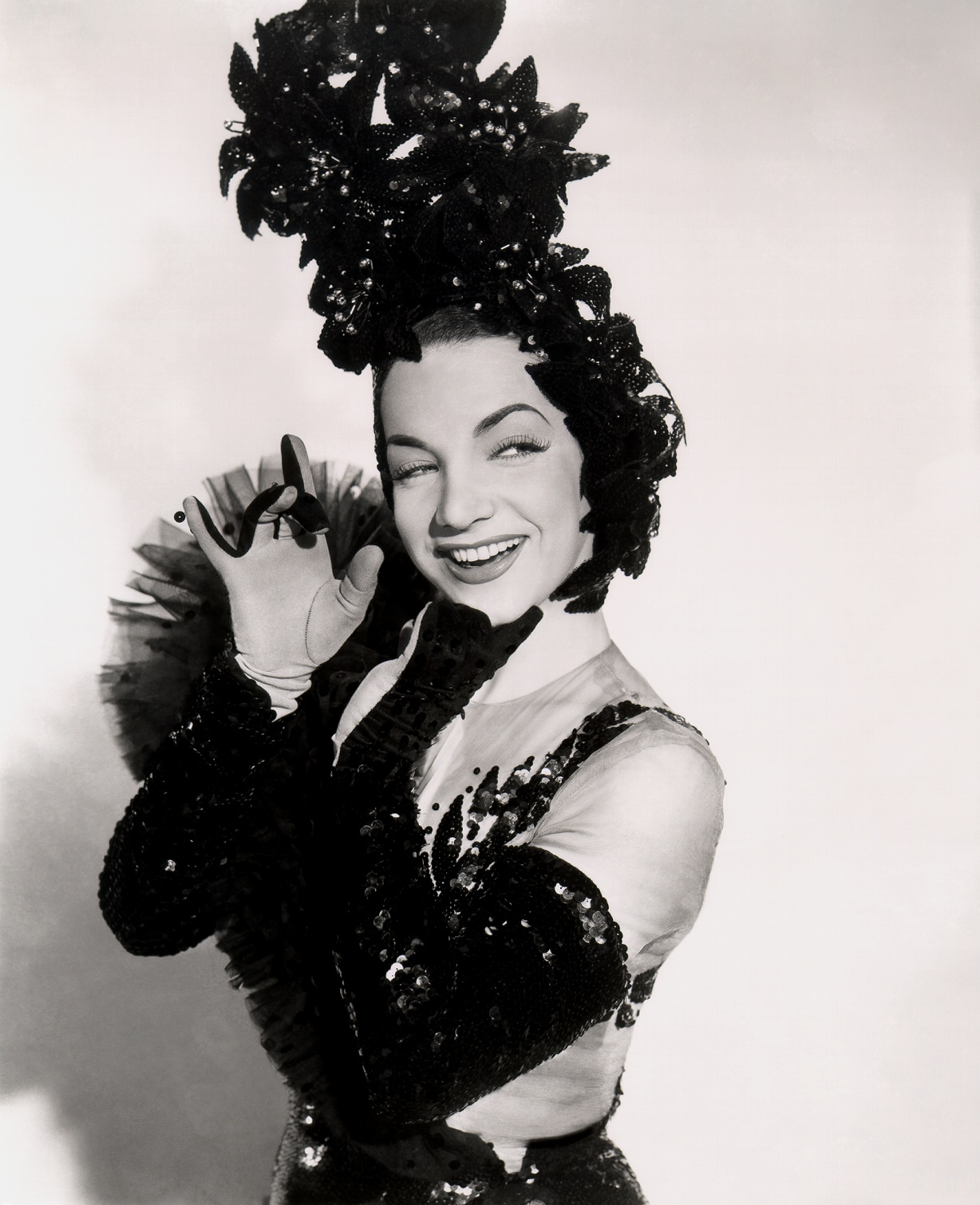
Carmen Miranda em publicidade do filme Greenwich Village, 1944.

Esta é a filmografia de Carmen Miranda, atriz, cantora e dançarina luso-brasileira. Em meados da década de 1930, Carmen Miranda tornou-se a mais popular cantora brasileira, assim como uma das maiores estrelas do cinema nacional. Ao longo de sua prestigiosa carreira artística, Miranda atuou em seis filmes brasileiros e catorze filmes estadunidenses. Entretanto, o que resta de material de suas atuações são pequenos trechos de Alô, Alô, Carnaval!, lançado em 1936, e uma breve performance em Banana da Terra, de 1939, sendo este último sua primeira aparição com a famosa e icônica fantasia de baiana.
Em 1939, Miranda tornou-se uma estrela da Broadway, após ser convidada aos palcos pelo empresário Lee Shubert, e dois anos depois assinou contrato com a 20th Century-Fox, em Hollywood. Suas mais memoráveis performances são os números musicais em filmes como Serenata Tropical (1940), Aconteceu em Havana (1941),  Uma Noite no Rio (1941) e Entre a Loira e a Morena (1943).
Após a Segunda Guerra Mundial, utilizada por alguns de seus biógrafos como um divisor de águas em sua vida, a 20th Century-Fox continuou a produzir os filmes estrelando Miranda em preto e branco, provavelmente sinalizando seu declínio na companhia produtora. Em 1946, Miranda rescindiu seu contrato com a Fox por cerca de 75.000 dólares, alegando buscar mais mobilidade e flexibilidade em sua carreira. Em 1947, Miranda estrelou uma produção independente distribuída pela United Artists, intitulada Copacabana e  com limitada repercussão.
Carmen Miranda foi a primeira celebridade latino-americana a gravar seu nome na Calçada da Fama do Grauman's Chinese Theatre em Hollywood. A cerimônia foi realizada em 24 de março de 1941. Quatro anos mais tarde, ainda em grande evidência artística, Miranda acabou por tornar-se a mais bem paga mulher dos Estados Unidos. Dois de seus filmes foram selecionados para o National Film Registry pela Biblioteca do Congresso por serem "cultural, histórico ou esteticamente" significativos: Down Argentine Way (1940) e The Gang's All Here (1943).

## Filmografia

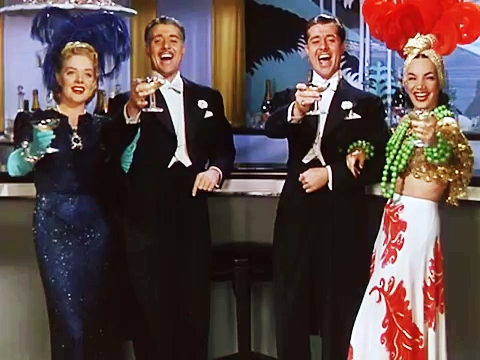
Uma Noite no Rio (1941).

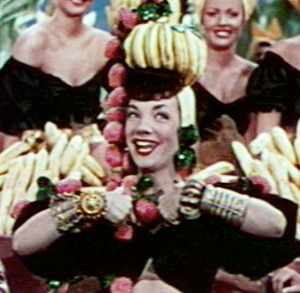
Entre a Loira e a Morena (1943).

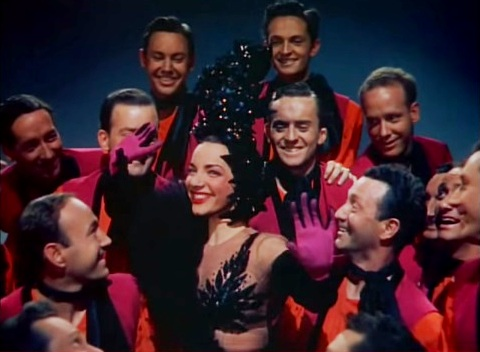
Serenata Boêmia (1944).

### Cinema
| Ano  | Título                      | Papel                              | Diretor                        | Ref.             |
| ---- | --------------------------- | ---------------------------------- | ------------------------------ | ---------------- |
| 1930 | Degraus da Vida             |                                    | Lourival Agra                  | (Não-finalizado) |
| 1932 | O Carnaval Cantado de 1932  | Ela mesma                          | Vital Ramos de Castro          |                  |
| 1933 | A Voz do Carnaval           | Ela mesma                          | Adhemar Gonzaga                |                  |
| 1935 | Alô, Alô, Brasil            | Ela mesma                          | Wallace Downey Adhemar Gonzaga |                  |
| 1935 | Estudantes                  | Mimi                               | Wallace Downey                 |                  |
| 1936 | Alô, Alô, Carnaval          | Ela mesma                          | Adhemar Gonzaga                |                  |
| 1939 | Banana da Terra             | Ela mesma                          | Ruy Costa                      |                  |
| 1940 | Laranja da China            | Ela mesma                          | Ruy Costa                      |                  |
| 1940 | Serenata Tropical           | Ela mesma                          | Irving Cummings                |                  |
| 1941 | Uma Noite no Rio            | Carmen                             | Irving Cummings                |                  |
| 1941 | Aconteceu em Havana         | Rosita Rivas                       | Walter Lang                    |                  |
| 1942 | Minha Secretária Brasileira | Rosita Murphy                      | Irving Cummings                |                  |
| 1943 | Entre a Loira e a Morena    | Dorita                             | Busby Berkeley                 |                  |
| 1944 | Quatro Moças num Jipe       | Ela mesma                          | William A. Seiter              |                  |
| 1944 | Serenata Boêmia             | Princesa Querida O'Toole           | Walter Lang                    |                  |
| 1944 | Alegria, Rapazes!           | Chiquita Hart                      | Lewis Seiler                   |                  |
| 1945 | Sonhos de Estrela           | Chita Chula                        | Lewis Seiler                   |                  |
| 1946 | Se Eu Fosse Feliz           | Michelle O'Toole                   | Lewis Seiler                   |                  |
| 1947 | Copacabana                  | Carmen Novarro / Mademoiselle Fifi | Alfred E. Green                |                  |
| 1948 | O Príncipe Encantado        | Rosita Chochellas                  | Richard Thorpe                 |                  |
| 1950 | Romance Carioca             | Marina Rodrigues                   | Robert Z. Leonard              |                  |
| 1953 | Morrendo de Medo            | Carmelita Castinha                 | George Marshall                |                  |

### Curta metragem
| Ano  | Título                   | Papel       | Diretor                               | Ref. |
| ---- | ------------------------ | ----------- | ------------------------------------- | ---- |
| 1941 | Hollywood Meets the Navy | Ela mesma   | Harriet Parsons                       |      |
| 1945 | Sing with the Stars      | Ela mesma   | Producido pelo Army Pictorial Service |      |
| 1945 | The All-Star Bond Rally  | Pin-up girl | Michael Audley                        |      |
| 1954 | Hollywood Goes to War    | Ela mesma   |                                       |      |

### Televisão

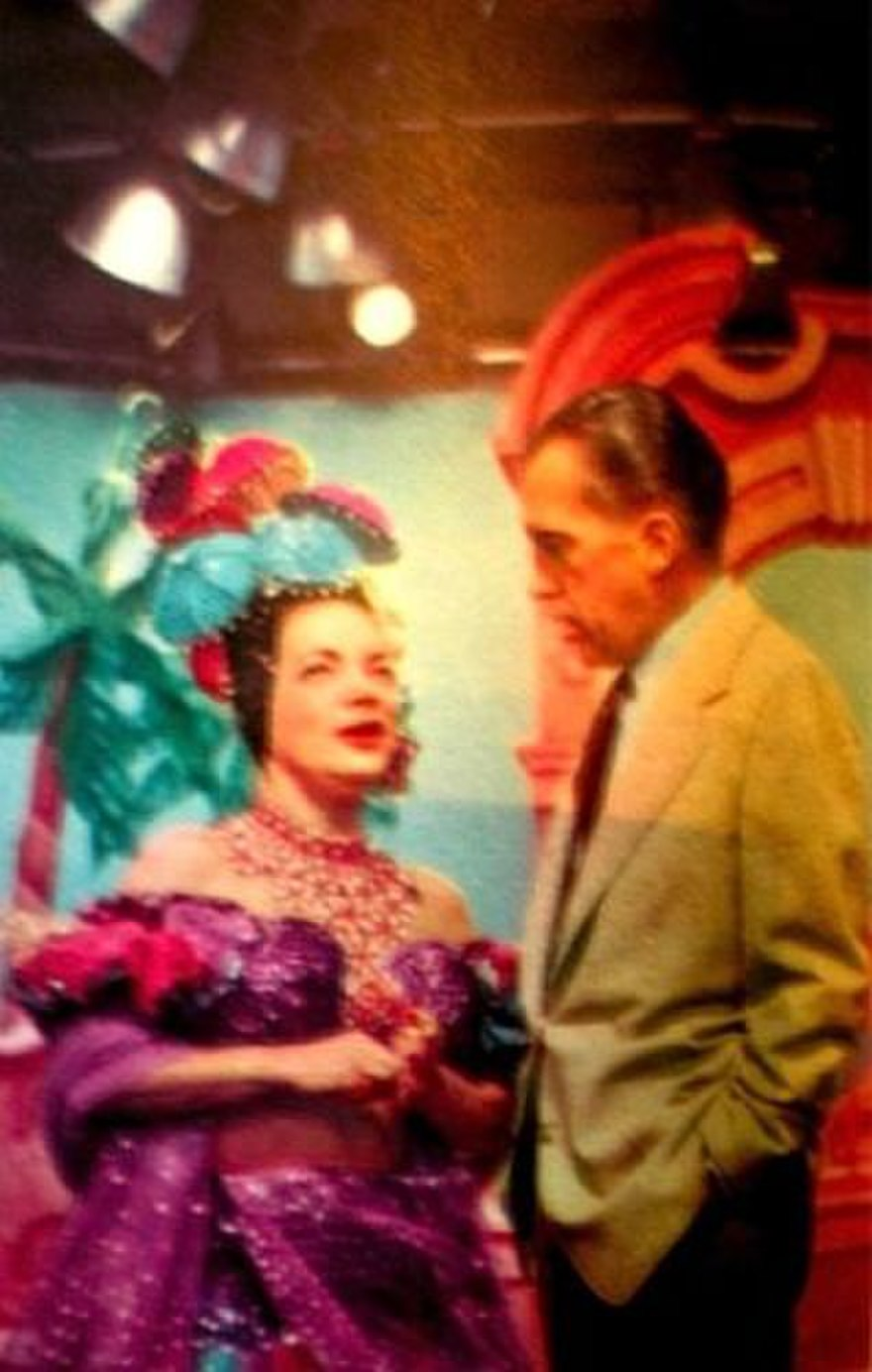
Toast of the Town (1953).

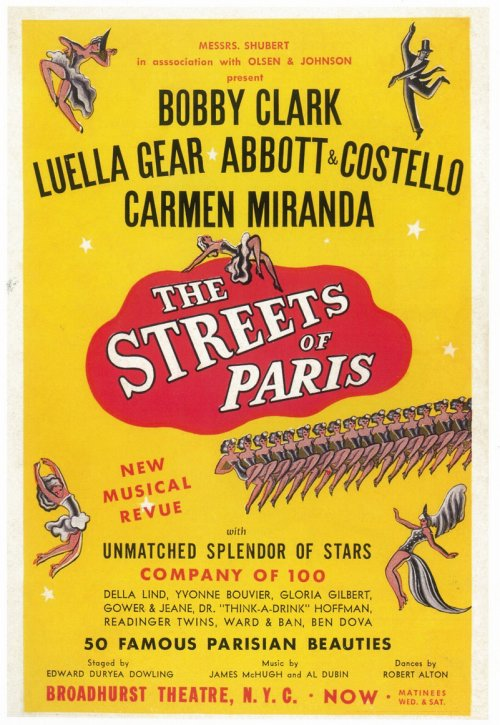
Cartaz de The Streets of Paris (1939).

| Ano  | Programa                         | Episódios               | Ref.                                                       |
| ---- | -------------------------------- | ----------------------- | ---------------------------------------------------------- |
| 1948 | Texaco Star Theatre              | 5 de outubro de 1948    |                                                            |
| 1949 | Erskine Johnson's Hollywood Reel |                         |                                                            |
| 1949 | The Ed Wynn Show                 | 29 de setembro de 1949  |                                                            |
| 1949 | Texaco Star Theatre              | 18 de janeiro de 1949   |                                                            |
| 1950 | Texaco Star Theatre              | 21 de novembro de 1950  |                                                            |
| 1951 | TV Club                          | 28 de fevereiro de 1951 |                                                            |
| 1951 | What's My Line?                  | 18 novembro de 1951     |                                                            |
| 1951 | The Colgate Comedy Hour          | 16 de dezembro de 1951  |                                                            |
| 1951 | Texaco Star Theatre              | 6 de novembro de 1951   |                                                            |
| 1951 | Four Star Revue                  | 21 de março de 1951     |                                                            |
| 1952 | The Colgate Comedy Hour          | 24 de fevereiro de 1952 |                                                            |
| 1952 | Texaco Star Theatre              | 23 de setembro de 1952  |                                                            |
| 1953 | Four Star Revue                  | 7 de março de 1953      |                                                            |
| 1953 | Toast of the Town                | 13 de setembro de 1953  |                                                            |
| 1955 | The Jimmy Durante Show           | 15 de outubro de 1955   | Última aparição antes de sua morte em 5 de agosto de 1955. |

### Teatro
| Ano       | Espetáculo           | Elenco                                        |
| --------- | -------------------- | --------------------------------------------- |
| 1939-1940 | The Streets of Paris | Bobby Clark / Luella Gear / Abbott & Costello |
| 1941-1942 | Sons o' Fun          | Ella Logan / Chic Johnson / Ole Olsen         |

### Rádio
| Ano  | Programa                    | Episódio                          |
| ---- | --------------------------- | --------------------------------- |
| 1942 | Command Performance         | 29 de março de 1942               |
| 1942 | Command Performance         | 4 de agosto de 1942               |
| 1942 | Hello Americans             | "Brazil"                          |
| 1943 | Command Performance         | "Homenagem ao Exército britânico" |
| 1944 | Command Performance         | 8 de janeiro de 1944              |
| 1944 | Command Performance         | 25 de março de 1944               |
| 1944 | Lux Radio Theatre           | "Springtime In The Rockies"       |
| 1944 | Jubilee                     | 26 de junho de 1944               |
| 1945 | Mail Call                   | 10 de janeiro de 1945             |
| 1945 | National Radio Hall of Fame | "Breakfast In Hollywood"          |
| 1945 | Which Is Which              | 31 de janeiro de 1945             |
| 1945 | Command Performance         | 1 de fevereiro de 1945            |
| 1945 | The Danny Kaye Show         | 15 de fevereiro de 1945           |
| 1946 | The Fred Allen Show         | 10 de março de 1946               |
| 1946 | Here's To Veterans          | "First Song Sioux City Sue"       |
| 1946 | Command Performance         | 30 de junho de 1946               |
| 1947 | The Chase and Sanborn Hour  | 23 de novembro de 1947            |
| 1950 | The Hedda Hopper Show       | 10 de dezembro de 1950            |
| 1951 | The Big Show                | 25 de março de 1951               |